# Schiavo di Venere
Schiavo di Venere (Vamping Venus) è un film muto del 1928 diretto da Edward F. Cline e interpretato da Charles Murray, Louise Fazenda e Thelma Todd.
Prodotto e distribuito dalla First National Pictures, il film uscì nelle sale il 13 maggio 1928.

## Trama
Michael Cassidy, americano di origine irlandese, deve raggiungere gli amici all'annuale festa del Silver Spoon Night Club. Viene però aggredito dal grosso Simonides, uno degli artisti, che si risente delle attenzioni di Michael per Madame Vanezlos, una ballerina della troupe. Svenuto, Cassidy sogna di essere un re d'Irlanda nell'antica Grecia, tra dei e dee. La ballerina diventa Venere, sua moglie, Circe, mentre Simonides è, ovviamente, Ercole.
Cassidy comincia a sfornare, in quel mondo mitologico, tutta una serie di "invenzioni" che però mettono presto in subbuglio l'Olimpo: gli dei si ribellano alle sue macchine, che siano telefoni o fucili. Nel mezzo della battaglia, vede Ercole portarsi via Venere. Mentre cerca di andarla a prendere con le sue truppe, Cassidy si risveglia e scopre che è stato tutto un sogno.